# Wikipedia på egyptisk arabiska
Wikipedia på egyptisk arabiska (egyptisk arabiska: ويكيبيديا مصرى) är en version av Wikipedia på egyptisk arabiska. Den startades i november 2008 och var i januari 2022 den tionde största utgåvan av Wikipedior, räknat efter antal artiklar. Den har för närvarande 1 626 669 artiklar. 